# 丽江赤瓟
丽江赤瓟（学名：Thladiantha lijiangensis）是葫芦科赤瓟属的植物，是中国的特有植物。分布在中国大陆的云南、四川等地，生长于海拔2,200米至2,900米的地区，一般生长在林缘以及杂木林下，目前尚未由人工引种栽培。
其种加词“lijiangensis”意为“云南丽江的”。

## 异名
- Thladiantha lijiangensis var. latisepala A. M. Lu et Z. Y. Zhang